# جان رویز
جان رویز (انگلیسی: John Ruiz؛ زادهٔ ۴ ژانویهٔ ۱۹۷۲) بوکسور اهل ایالات متحده آمریکا است.